# Русанівська сільська рада (Потіївський район)
Русанівська сільська рада — колишня адміністративно-територіальна одиниця та орган місцевого самоврядування у Потіївському районі Малинської, Коростенської і Волинської округ, Київської та Житомирської областей Української РСР з адміністративним центром у селі Русанівка.

## Населені пункти
Сільській раді на час ліквідації були підпорядковані населені пункти:
- с. Русанівка.

## Історія та адміністративний устрій
Створена 1923 року в складі с. Русанівка та колонії Німеччина-Ямне Облітківської волості Радомисльського повіту Київської губернії. 7 березня 1923 року включена до складу новоствореного Потіївського району Малинської округи. Станом на вересень 1924 року в підпорядкуванні ради числилися х. Рихальського та ферми Русанівська Перша та Русанівська Друга, які, на 1929 рік, не перебували на обліку населених пунктів. На 1 жовтня 1941 року кол. Німеччина-Ямне не значилася на обліку населених пунктів.
Станом на 1 вересня 1946 року сільська рада входила до складу Потіївського району Житомирської області, на обліку в раді перебувало с. Русанівка.
Ліквідована 11 серпня 1954 року, відповідно до указу Президії Верховної Ради Української РСР «Про укрупнення сільських рад по Житомирській області», територію ради та с. Русанівка приєднано до складу Осичківської сільської ради Потіївського району Житомирської області.